# Тревор Перес
Тревор Перес (роден на 25 юли 1969) е американски музикант, китарист, един от основателите на дет метъл бандата Obituary.

## Дискография

### Obituary
- Slowly We Rot – (1989)
- Cause of Death – (1990)
- The End Complete – (1992)
- World Demise – (1994)
- Back from the Dead – (1997)
- Frozen in Time – (2005)
- Xecutioner's Return – (2007)
- Darkest Day – (2009)
- Inked in Blood – (2014)

### Meathook Seed
- Embedded – (1993)

### Catastrophic
- The Cleansing – (2001)

### Necro
- The Pre-Fix for Death – (2004)

### Holy Moses
- Agony of Death – (2008)